# Divisor
En matemàtiques, un divisor d'un enter n, també anomenat un factor de n, és un enter que divideix n sense deixar residu.

## Definició
Siguin m i n dos nombres enters o en general, dos elements d'un anell íntegre, es diu que m|n (que es llegeix: m divideix n, o m és divisor de n) si i només si existeix un element k tal que n = k·m.
De la mateixa manera que es diu que llavors m és un divisor o factor de n, també es pot dir que n és un múltiple de m.
Treballant amb nombres enters, els divisors poden ser positius o negatius. Com que els divisors negatius són exactament els mateixos que els positius multiplicats per −1, s'acostuma a parlar només dels divisors positius, sovint sense ni tan sols especificar-ho.

## Exemples

Gràfic amb el nombre de divisors positius dels enters entre 1 i 1000. Els nombres primers sempre en tenen 2. Els nombres altament compostos són en negreta.

- El 7 és divisor de 42 perquè 42 / 7 = 6.
- Els divisors positius de 42 són 1, 2, 3, 6, 7, 14, 21 i 42.
- Tots els enters són divisors de 0, excepte, per convenció, el mateix 0.
- 1 i −1 són divisors de tots els enters.
- Tots els enters són divisors de si mateixos, anomenats divisors impropis. Un divisor positiu de n diferent de n s'anomena divisor propi o part alíquota.
- 1, −1, n i −n s'anomenen els divisors trivials de n. Qualsevol altre divisor s'anomena no trivial. Els nombres amb divisors no trivials reben el nom de nombres compostos, mentre que els nombres primers són els que només tenen divisors trivials.
- Els nombres divisibles per 2 s'anomenen parells i els que no ho són, senars.
- Podem saber si nombre escrit amb un sistema de notació posicional és divisible per algun dels factors de la base mirant només la xifra de les unitats. Per exemple, els nombres escrits en l'habitual base decimal que acaben en 5 o en 0 són múltiples de 5, i els que acaben en 2, 4, 6, 8 o 0 són múltiples de 2. Aquests són els criteris de divisibilitat més senzills.
- El conjunt de divisors positius de 60 és { 1, 2, 3, 4, 5, 6, 10, 12, 15, 20, 30, 60 }. Amb l'ordre donat per la relació de divisibilitat té el diagrama de Hasse següent:

## Implicacions
Si un nombre enter té solament dos divisors (el propi nombre i l'1), és un nombre primer. Si és el cas contrari (més de dos divisors), és un nombre compost.
Els divisors d'un enter que no són el propi nombre són els divisors propis. El nombre enter és perfecte si la suma dels divisors propis és igual al nombre enter (és el cas del {\displaystyle 6=1+2+3}); és un nombre abundant si la suma dels divisors propis és superior al nombre enter; i és un nombre escàs si la suma dels divisors propis és inferior al nombre enter.

## Càlcul de divisors
Si la factorització en nombres primers d'{\displaystyle n} és donada per
{\displaystyle n=p_{1}^{\nu _{1}}\,p_{2}^{\nu _{2}}\cdots p_{k}^{\nu _{k}}}
la quantitat de divisors positius de {\displaystyle n} és
{\displaystyle d(n)=(\nu _{1}+1)(\nu _{2}+1)\cdots (\nu _{k}+1),}
Per a calcular quins són els divisors positius:
Primer, es multipliquen els divisors del factor més petit pel seu immediat superior.
Després, es mutiplica el resultat del pas anterior pels divisors del factor immediat superior. Repetint-se aquest cas fins a esgotar-se els factors.
Exemple:
La factorització en nombres primers de 840 és:
{\displaystyle 840=2^{3}*3*5*7}
Per tant, la quantitat de divisors positius és:
{\displaystyle d(840)=(3+1)*(1+1)^{3}=32}
Per a calcular quins són els divisors positius, primer es trauen els divisors de cada factor:
{\displaystyle d(2^{3})=d(8)={1,2,4,8}}
{\displaystyle d(3)={1,3}}
{\displaystyle d(5)={1,5}}
{\displaystyle d(7)={1,7}}
I mitjançant una matriu es multipliquen els divisors del primer factor pels del segúent (en negreta el resultat de la multiplicació):
{\displaystyle d(8)*d(3)={\begin{matrix}1&2&4&8\\3&{\boldsymbol {6}}&{\boldsymbol {12}}&{\boldsymbol {24}}\end{matrix}}}
{\displaystyle (d(8)*d(3))*d(5)={\begin{matrix}1&2&4&8&3&6&12&24\\5&{\boldsymbol {10}}&{\boldsymbol {20}}&{\boldsymbol {40}}&{\boldsymbol {15}}&{\boldsymbol {30}}&{\boldsymbol {60}}&{\boldsymbol {120}}\end{matrix}}}
{\displaystyle ((d(8)*d(3))*d(5))*d(7)={\begin{matrix}1&2&4&8&3&6&12&24&5&10&20&40&15&30&60&120\\7&{\boldsymbol {14}}&{\boldsymbol {28}}&{\boldsymbol {56}}&{\boldsymbol {21}}&{\boldsymbol {42}}&{\boldsymbol {84}}&{\boldsymbol {168}}&{\boldsymbol {35}}&{\boldsymbol {70}}&{\boldsymbol {140}}&{\boldsymbol {154}}&{\boldsymbol {105}}&{\boldsymbol {210}}&{\boldsymbol {420}}&{\boldsymbol {840}}\end{matrix}}}
Per tant, els divisors positius de {\displaystyle 840} són:
{\displaystyle d(840)={1,2,3,4,5,6,7,8,10,12,14,15,20,21,24,28,30,35,40,42,56,60,70,84,105,120,140,154,168,210,420,840}}